# Aerofilatelie
Aerofilatela este o ramură a filateliei care este specializată în colecționarea și studierea mărcilor poștale destinate aviației, poștei aeriene, aerogramelor și întregurilor poștale expediate pe calea aerului cu diferite mijloace, cum sunt baloanele, dirijabilele, planoarele, avioanele. Filateliștii au observat dezvoltarea transportului aerian încă de la începuturi, și toate aspectele poștei aeriene au fost studiate și documentate de specialiști. Domeniile poștei cu ajutorul balonului, sau a zeppelinului sunt subspecializări active. Astrofilatelia, studiul poștei în spațiu, este un domeniu înrudit.
Scopurile aerofilateliei:

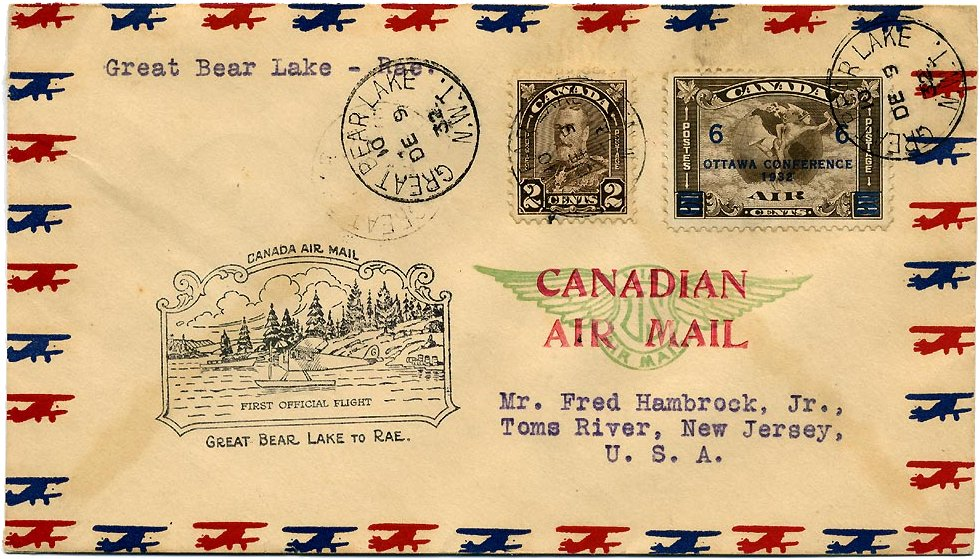
Plicul trimis cu primul zbor oficial canadian din 1932 de la Great Bear Lake la Rae, include o ștampilă specială și un timbru de suprataxă pentru poștă aeriană.

- poștă aeriană mărci poștale, oficiale și neoficiale
- alte tipuri de plicuri (cum sunt aerogramele)
- documente poștale transmise pe calea aerului
- întreg poștal (plic de corespondență cu timbru tipărit)
- colecționarea timbrelor care au apărut cu ocazia zborurilor inaugurale sau speciale, sau a mitingurilor aviatice
- colecționarea timbrelor recuperate în urma accidentelor aviatice
- colecționarea pieselor comemorative sau de aniversări

Aerofilateliștii au format organizații în toată lumea și au editat publicații specializate.

## Organizații
- Federation Internationale des Societes Aerophilateliques
- Air Mail Society of New Zealand
- American Air Mail Society
- British Aerophilatelic Federation
- The Canadian Aerophilatelic Society
- Irish Airmail Society